# KGS

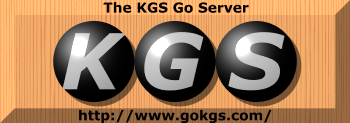
KGSのロゴ

KGS（KGS Go Server）とは無料の囲碁サーバ、いわゆるインターネットを利用したネット碁サイトであり囲碁の対局・観戦・検討を無料で行うことができる。ユーザにはランク（30級から9段）が過去180日間に行われた公式対局から数理的に割り当てられ、その推移をランクグラフから見ることもできる。
米国の慈善家William Shubert氏が囲碁普及のために非営利で創始運営しており、各国の有志がボランティアとして協力することで成り立っている。また、日本国内の碁盤店棋聖堂がスポンサードし2006年までは棋聖堂碁サーバー(Kiseido Go Sever, KGS)として運営されていた。
会員数は10万人におよび、世界中の碁打ちが集っている。ヨーロッパからはフランス人が多く、アジアでは日本人、中国人が多い。一方、韓国からの参加は少ない。
プロ棋士による囲碁講座が有料サービスKGS Plusとして提供されている。KGS Plus会員と非会員（通常ユーザ）では、囲碁講座以外において差は無い。
クライアントはCGoban3と呼ばれるJavaのソフトを利用し、Javaのインストールが必要となる。棋譜はSGF形式で保存される。
2006年より棋聖堂との関係を弱めKGS (KGS Go Server)となった。